# Chasmistes liorus
Chasmistes liorus es una especie de peces de la familia Catostomidae en el orden de los Cypriniformes.

## Subespecies
- Chasmistes liorus liorus   (Jordan, 1878
- Chasmistes liorus mictus  (Miller & Smith, 1981.